# Sopocki Klub Kibica Siatkówki
Sopocki Klub Kibica Siatkówki (w skrócie SKKS) Stowarzyszenie Rejestrowane zrzeszające kibiców Atomu Trefla Sopot. Oficjalny klub kibica tej drużyny.

## Cele statutowe Stowarzyszenia
- Rozwijanie i zachęcanie do zachowania kultury kibicowania oraz uczestnictwa w zawodach sportowych
- Promocja meczów piłki siatkowej
- Szerzenie wiedzy o sporcie i zainteresowania nim wśród członków SKKS
- Działanie mające na celu rozwijanie współpracy z władzami miasta Sopot, a także jego promocji
- Działanie mające na celu rozwijanie współpracy między Stowarzyszeniem a klubem Atom Trefl Sopot
- Organizowanie ruchu kibicowskiego oraz starania o ochronę jego interesów[1]

## Sposoby realizacji celów statutowych
- Spotkań z wybitnymi zawodniczkami i byłymi zawodniczkami klubu Atom Trefl Sopot
- Organizowanie dopingu podczas zawodów sportowych z udziałem drużyny klubu Atom Trefl Sopot
- Współpraca z innymi stowarzyszeniami o podobnych celach i działalności
- Organizowanie wyjazdów na mecze ligowe oraz pucharowe drużyny klubu Atom Trefl Sopot
- Organizacja akcji promocyjnych promujących sport, w szczególności siatkówkę[1]

## Członkowie Stowarzyszenia
Celem zapisania się do stowarzyszenia należy wypełnić deklarację członkowską oraz zapłacić wpisowe. Anulowanie członkostwa następuje:
- na wniosek własny członka
- w przypadku niepłacenia składek przez co najmniej 3 miesiące
- w przypadku naruszania postanowień statutu i regulaminu
- w przypadku działania na szkodę stowarzyszenia